# Ройкнаволоцкое
Ройкнаволоцкое (Ройк-Наволокское) — российское озеро в западной части Республики Карелия, на территориях Поросозерского сельского поселения Суоярвского района и Суккозерского сельского поселения Муезерского района.

## Общие сведения
Площадь поверхности — 25,1 км², площадь водосборного бассейна — 1485 км², высота над уровнем моря — 164,0 м.
Форма озера продолговатая, вытянута с северо-запада на юго-восток. Берега возвышенные, каменистые, покрыты смешанным лесом. Встречаются низкие заболоченные участки берега. На озере 4 острова общей площадью 0,4 км².
В озеро впадают реки Суна и Чеба. Сток через короткий проток Сарбисалми в озеро Гимольское.
В озере обитают ряпушка, плотва, сиг, щука, лещ, окунь.
Озеро замерзает в ноябре, вскрывается ото льда в середине мая.
Код водного объекта в государственном водном реестре — 01040100211102000017586.